# علي منيف بك
علي مُنيف بك هو سياسي عُثماني ثُمَّ تُركي تولَّى عدَّة مناصب حُكُوميَّة وإداريَّة خلال أواخر العصر العُثماني، ثُمَّ في الجُمهُوريَّة التُركيَّة بعد قيامها. لعب دورًا مُهمًّا في ثورة تُركيا الفتاة سنة 1908م، وكان صديقًا مُقرَّبًا من طلعت باشا، ومن أبرز المُتهمين بتدبير الإبادة الجماعيَّة للأرمن.
وُلد علي مُنيف في مدينة أضنة سنة 1874م، وتلقَّى تعليمه في المكتب المُلُوكيَّة بإستنبول وتخرَّج سنة 1896م. عُيِّن قائممقامًا لمدينة گُرچة بالأرناؤوط في بداية حياته السياسيَّة. ولمَّا أُعلنت المشروطيَّة الثانية سنة 1908م انتُخب نائبًا عن أضنة في مجلس المبعوثان في 8 تشرين الثاني (نوڤمبر) من السنة ذاتها، حاصدًا تسعةً وأربعين صوتًا. شغل علي مُنيف منصب كاتب المحاضر ورئاسة لجنة الشؤون البرلمانيَّة الداخليَّة خلال فترة نيابته، إلى جانب عمله التمثيلي السياسي الأصلي، واستمرَّ في منصبه هذا حتَّى شهر أيلول (سپتمبر) 1910م، حينما عُيِّن واليًا على أنقرة.
عُيِّن علي مُنيف مُتصرِّفًا على جبل لُبنان خلال شهر أيلول (سپتمبر) 1915م، في أوائل الحرب العالميَّة الأولى، بعد استقالة المُتصرِّف السابق أوهانِّس باشا قُيُومجيان نتيجة مُضايقات الحُكُومة الاتحاديَّة، فكان تاسع من تولَّى هذا المنصب وأوَّل مُتصرِّف مُسلم على الجبل بعد إلغاء الاتحاديين نظامه الأساسي القاضي بأن يكون المُتصرِّف عُثمانيًّا مسيحيًّا من غير أهل الجبل. كرَّس علي مُنيف بأعماله إلغاء نظام جبل لُبنان وامتيازاته، فأعاد تنظيم دوائر المُتصرِّفيَّة على مثال ما كان يجري في الولايات العُثمانيَّة الأُخرى، وأحدث تبديلات كثيرة بين المُوظفين بالتفاهم والتنسيق مع نظارة الداخليَّة. كما أخذ يُعيِّن في وظائف ثانويَّة أفرادًا من غير أهل الجبل أتى بهم من مُختلف أنحاء ولاية بيروت. واستكمالًا للخطَّة الرامية إلى تجاهل النظام الأساسي قرَّرت الحُكُومة الاتحاديَّة أن يتمثَّل جبل لُبنان، كسائر الولايات الأُخرى، في مجلس المبعوثان. ونظرًا لصُعُوبة إجراء انتخابات عامَّة في زمن الحرب، فقد بادر علي مُنيف إلى تعيين الأميرين حارس الشهابي وعادل أرسلان ورشيد بك الرَّامي نُوَّابًا ليُمثِّلوا جبل لُبنان في المجلس المذكور، فقاموا بهذه المُهمَّة حتَّى نهاية الحرب. وفي شهر أيَّار (مايو) 1917م عُيِّن علي مُنيف واليًا على بيروت، فترك منصب المُتصرِّفيَّة لخلفه إسماعيل حقِّي.
شارك علي مُنيف في الانتخابات الفرعيَّة لمجلس المبعوثان بحلب يوم 3 شُباط (فبراير) 1918م، نتيجة وفاة مُمثلها بشير باشا، ففاز حاصدًا مائتين وإحدى وأربعين صوتًا. وكان خلال الوقت نفسه يتولَّى نظارة النافعة خلال صدارة طلعت باشا. ساهم علي مُنيف في تأسيس «جمعيَّة القيليقيَّين» في 1 كانون الأوَّل (ديسمبر) 1918م بُعيد هزيمة الدولة العُثمانيَّة في الحرب العالميَّة الأولى وتوقيعها هدنة مُدرُس وسُقُوط الأناضول تحت احتلال قُوَّات الحُلفاء. وكان من أهداف هذه الجمعيَّة مُقاومة المُحتلّين وتحرير البلاد، فقبض عليه البريطانيُّون ونفوه إلى جزيرة مالطة. عاد علي مُنيف إلى الأناضول وكانت البلاد قاب قوسين أو أدنى من التحرُّر بقيادة مُصطفى كمال باشا، فعُيِّن عُمدةً لأضنة، ومكث في منصبه هذا مُنذُ سنة 1922 إلى سنة 1926م، ونال الجنسيَّة التُركيَّة مع إعلان إلغاء الدولة العُثمانيَّة وقيام الجُمهُوريَّة التُركيَّة.
استمرَّ علي مُنيف يُمارس العمل السياسي في تُركيا الوليدة، فانتُخب عُضوًا في مجلس الأُمَّة لعدَّة دورات، هي الثالثة (1927 - 1931م) والرابعة (1931 - 1935م) والخامسة (1935 - 1939م) والسادسة (1939 - 1943م) والسابعة (1943 - 1946م) والثامنة (1946 - 1950م). واتَّخذ لنفسه لقب «يكن آغا» بعد صُدُور قانون الألقاب سنة 1934م الذي أجبر جميع المُواطنين الأتراك على اتخاذ ألقابٍ عائليَّة، فعُرف مُنذ ذلك الزمن بـ«علي مُنيف يكن آغا» (بالتركية: Ali Münif Yeğenağa)‏، وسبب تلقُّبه بهذا أنَّهُ لم يُرزق بأبناء، وإنَّما ربَّى ابن شقيقته حتَّى شبَّ، وابنُ الشقيقة يُقال لهُ «يكن» بالتُركيَّة و«آغا» تعني «الأخ الأكبر» أو «الأب».
تُوفي علي مُنيف في أضنة يوم 4 كانون الثاني (يناير) 1951م، وكان قد بلغ السابعة والسبعين، ووُري الثرى في مقبرة أضنة عصري (مقبرة أضنة الحديثة).